# Програма розвитку дітей «Росток»
Росток — комплексна програма та технологія для розвитку дітей в Україні. Започаткована 1996 року як науково-педагогічний експеримент. Методику в Україні використовують близько п'ятисот шкіл.
2014 року проєкт було завершено та натомість впроваджено однойменну технологію розвитку дітей.
Наукова керівниця — Пушкарьова Тамара Олексіївна, докторка педагогічних наук, професорка,  членкиня-кореспондент НАПН України, начальниця відділу проєктної діяльності Інституту модернізації змісту освіти Міністерства освіти і науки. Авторка навчально-методичних комплексів з інтегрованого курс «Навколишній світ», який забезпечує предмети «Я і Україна» та «Природознавство» 1-6 класів, посібники для вчителів — близько 40 найменувань.

## Про програму
Програма ставить за мету формування здібностей до саморозвитку та самореалізації особистості.

### Завдання
- підвищення фізичного, психічного, морального, інтелектуального, духовного і творчого розвитку учнів;
- гуманізація й екологізація методів навчання.

Основою даного проєкту є інтегративно-діяльнісний підхід до формування інноваційного мислення учня і вчителя.